# Жупел (журнал)
«Жупел» — русский литературно-художественный журнал политической сатиры, издавался в Санкт-Петербурге в 1905—1906 годах Сергеем Юрицыным. Создателем и идейным вдохновителем проекта был Зиновий Гржебин, занимавший пост главного редактора. Был закрыт цензурой после выхода третьего номера, после чего перевыпущен под названием «Адская почта».

## История

### Создание
В конце 1905 года после выхода Манифеста Николая II, утверждавшего свободу печати, стали один за другим появляться сатирические журналы, отражавшие революционные настроения общества и его недовольство ситуацией во всех сферах жизни страны. Недавно вернувшийся в Россию художник-катурист Зиновий Гржебин загорелся идеей создать отечественный аналог мюнхенского журнала Simplicissimus и стал активно набирать команду единомышленников и искать средства для печати. Всего через полгода после появления этого замысла был выпущен первый номер.
По воспоминаниям художника Мстислава Добужинского, который многие годы дружил и сотрудничал с Гржебиным, создавая «Жупел» Зиновий Исаевич проявил себя как выдающийся организатор и «совершил действительно чудо, убедив своим пылом и раскачав и объединив в своём порыве даже самых, казалось бы, индифферентных людей»: последовавший большой успех журнала у публики во многом был обеспечен тем, что в нём публиковались работы и модернистов, и реалистов. Две этих группы постоянно соперничали, только Гржебину удавалось со всеми поддерживать хорошие отношения и даже объединить в одном проекте.
Редакция издания расположилась по адресу Невский проспект, 92. 14 марта 1905 года художники Константин Сомов, Евгений Лансере, Юрий Арцыбушев, Иван Билибин и Борис Кустодиев обсуждали название будущего журнала. Из прочих предложений — «Зубоскал», «Надзиратель», «Кикимора», «Чорт» — был выбран предложенный Сомовым «Жупел». Иван Билибин нарисовал марки журнала — краба в папахе с пером и «весёлого бесёнка».

Жупел — это серы… высшее судилище избрало жупел для очищения грехов. Завладев весами Фемиды, мы «Жупелом» будем наказывать грешников здесь же, не ожидая, пока подземный жупел обожжет их в кромешном аду.

«Жупел» был тесно связан с Simplicissimus: в первом номере участники напечатали обращение, которое поместили внутри рисунка Томаса Гейне. В этом обращении было сказано: «Сотрудники Жупела через головы русской полиции шлют привет своим талантливым товарищам из Simplicissimus». В журнале также печатались объявления о том, что художники немецкого журнала примут в нём участие, однако из-за скорого закрытия этого так и не произошло. Помимо того, в «Симплициссимусе» были напечатаны несколько рисунков из «Жупела» и рисунок Гейне «Из самой тёмной Германии (Уличная сценка)» (Nach der Straßendemonstration, gegen den blutigen Polizeieinsatz bei Demonstrationen gegen das Dreiklassenwahlrecht; №52, 1910), очень похожий на нарисованную для «Жупела» «Октябрьскую идиллию» Добужинского.

### Первый номер
Первый номер журнала вышел 2 декабря 1905 года и был высоко оценён современниками не в последнюю очередь за высокое качество иллюстраций и оформления. В нём были опубликованы рисунки Мстислава Добужинского «Октябрьская идиллия», Валентина Серова «Солдатушки, бравы ребятушки! Где же ваша слава?», Гржебина «Орёл-оборотень». Среди литературных произведений в первом номере были напечатаны статьи «За вечерним чаем» и «Сказка о царе Берендее», очевидно высмеивающая императорский дом:

Гимназистик лет 12 читает бабушке газету. Взволнованная старушка со скорбным вздохом прерывает чтение:
— Боже милостивый! Сколько народу перерезано, сколько семей разорено, а домов-то разрушенных и не счесть… И подумать, что все это делается для спасения одного только дома.

Гимназистик: А кто же хозяин этого дома, бабушка?

Бабушка (вспохватившись): Молод ты, — такие вопросы задавать. Лучше займись уроками. Придется бросить чтение газет.

Гимназистик (не унимаясь): А романов, бабуся?

Уже на следующий день после выхода первый номер «Жупела» был запрещён властями. Однако из тиража в 70 тыс. экземпляров полиция конфисковала 500. Хотя и «не вполне легальным путём», номер продавался хорошо, и в целом журнал был признан коммерчески успешным предприятиям.
Несмотря на то, что именно он придумал название для журнала, Константин Сомов не стал одним из постоянных сотрудников. В письме к Александру Бенуа художник отзывался о первом номере «Жупела» как о «большом разочаровании», а сам факт издания называл «слишком мелким делом, бледным и ненужным». Критиковал первый номер и Александр Блок, похвалив только работы Серова и Добужинского.
Вскоре после выхода первого номера Гржебина арестовали «за дерзостное неуважение к верховной власти» и присудили шесть месяцев заключения. Позднее в цензурном отделе была обнаружена записка министра Петра Дурново от 25 декабря 1905 года, в которой он предлагал привлечь к ответственности редактора, так как рисунки в нём «побуждают к восстанию», а заметки «затрагивают интересы императора». В тот же день прокуратура Санкт-Петербургской Судебной Палаты подписала постановление закрыть журнал.

### Второй номер

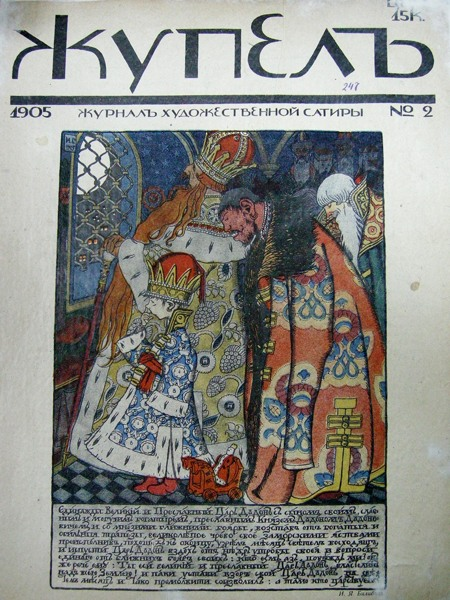
Обложка второго номера, Иван Билибин, 1905

Второй номер журнала вышел 24 декабря 1905 года, на обложку поместили рисунок Ивана Билибина: в стиле детской сказочной иллюстрации он изобразил Царя Гороха с сыном, «смелым и могучим богатырём, преславным князем Горохом Гороховичем и со многими ближними бояры». Среди иллюстраций были работы Евгения Лансере, Бориса Кустодиева, Бориса Анисфельда. Поводом для ареста второго номера журнала стали статья «Сказания из нового Лавсаика» и заметка в «Хрониках» о полковнике Мине, который активно участвовал в подавлении восстаний 1905 года, в том числе жестоком разгоне студенческой демонстрации у Технологического института:

Полковник Мин, обстреливавший 17 октября Технологический институт с заключёнными в нём студентами, получил звание флигель-адъютанта. Хулиган Михайлов, убивший на днях одного студента-технолога, звания флигель-адъютанта не получил.

### Третий номер и упразднение

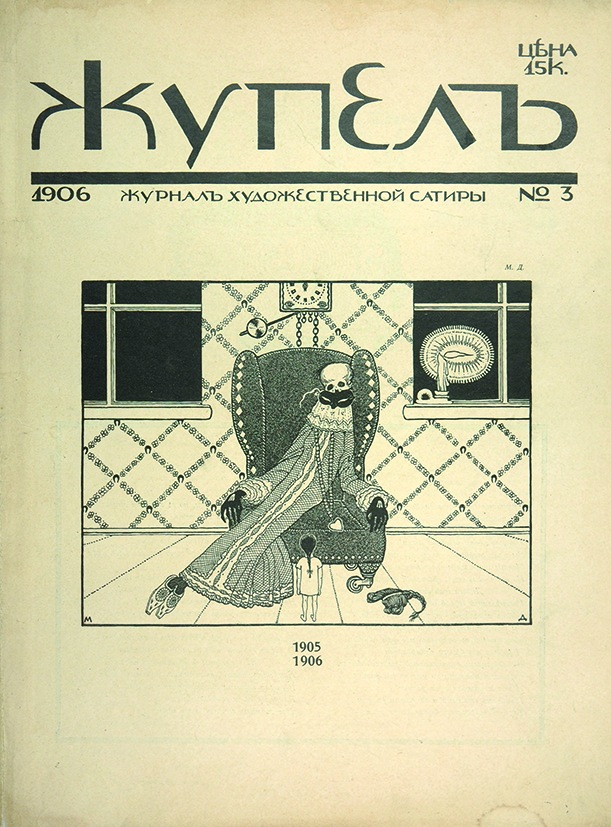
Обложка третьего номера, 1906

Третий номер вышел 11 января 1906 года, к тому моменту Гржебин уже находился в тюрьме. В номере были опубликованы стихотворения «9 января» Сергея Гусева-Оренбургского и «Песня солдатская» Александра Куприна со строчками «женщин, старцев и детей настреляли кучи <…> во славу русского двуглавого орла». Поводом для закрытия журнала послужила также карикатура Билибина «Осёл. В 1/20 натуральной величины» (в «осиянном осле», фланкированном геральдическими грифонами, просматривался намёк на императора Николая II).
На весь тираж третьего номера наложили арест, одновременно с закрытием журнала были заключены под стражу Юрицын и Билибин, на которого был наложен суточный административный арест. По итогам судебного разбирательства, учитывая, что второй и третий номера журнала также были остро политическими и направленными против действующей власти, Гржебин был осуждён на «13 месяцев крепости» и получил запрет на издательскую деятельность в течение пяти лет.
7 февраля 1906 года дальнейший выпуск журнала был запрещён властями.

### Итоги
Находясь в Выборгской тюрьме, Гржебин писал своему другу Мстиславу Добужинскому:

Я боюсь только, чтобы у вас не произошёл раскол с Горьким и его товарищами. Теперь этого допустить никак нельзя. <…> я рад, что мы дотянули до 3-го номера, какой уже больше располагает к себе и показывает, что дело, несомненно, прогрессирует. <…> Ах, я уверен, что «Жупел» стал бы таким журналом, что самых больших скептиков покорил бы.

Вскоре после закрытия «Жупела» по инициативе Гржебина было основано издание «Адская почта», фактически являвшееся прежним журналом под новой вывеской, однако с ещё более резкой, непримиримой антимонархической риторикой.

## Галерея

Иллюстрации
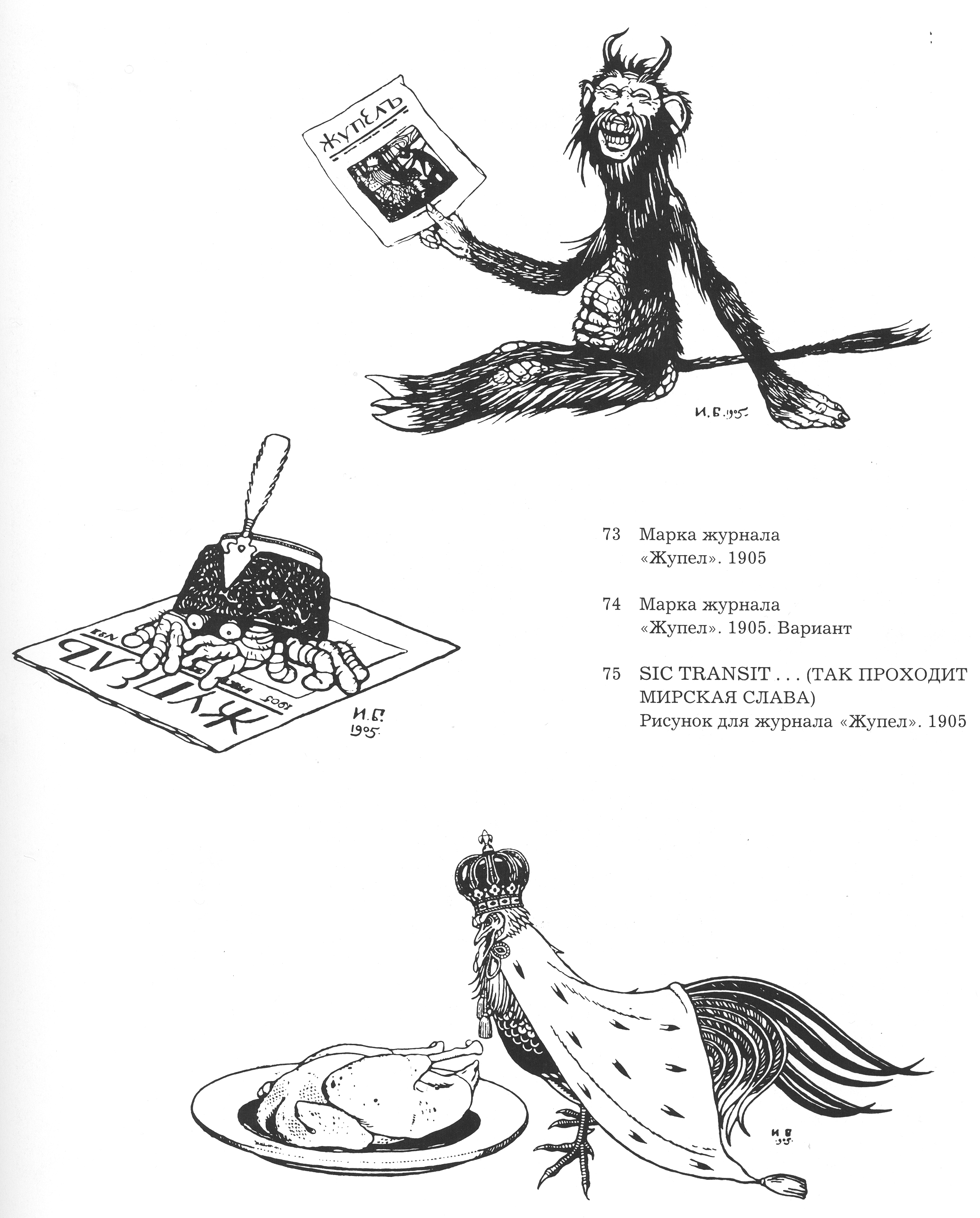
Марки и «Sic transit...», Иван Билибин, 1905
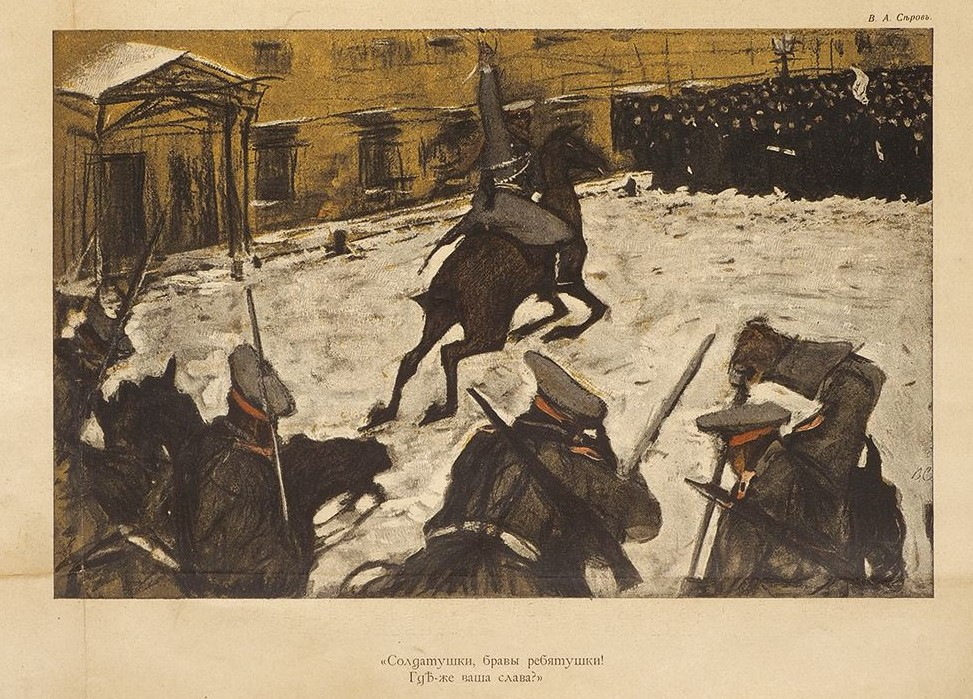
«Солдатушки, бравы ребятушки! Где же ваша слава?», Валентин Серов, 1905
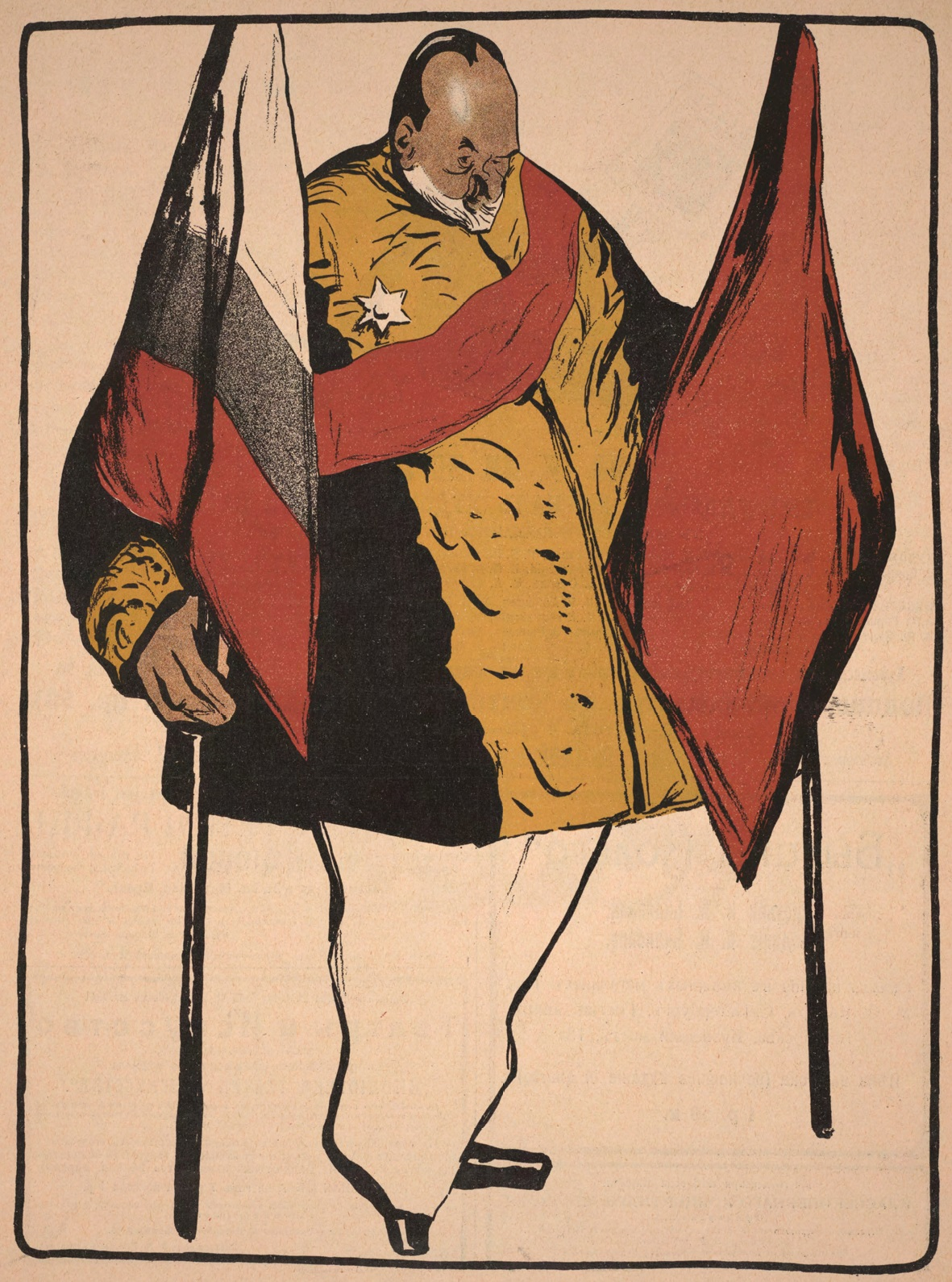
Шарж на министра финансов Сергея Витте, Иван Билибин, 1905
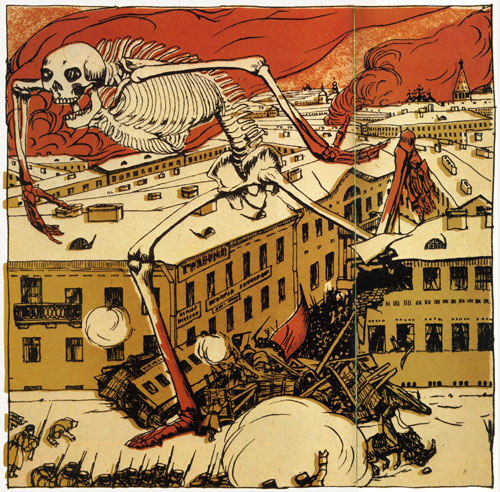
«Москва I. Вступление», Борис Кустодиев (далее следуют «Москва II. Бой» Лансере и «Москва III. Умиротворение» Добужинского (№2, 1905)
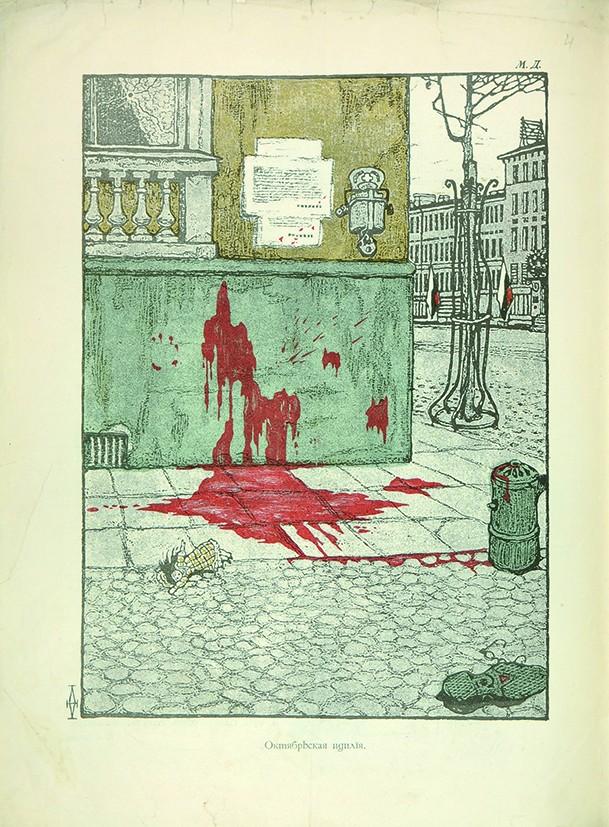
«Октябрьская идиллия», Мстислав Добужинский, №1, 1905
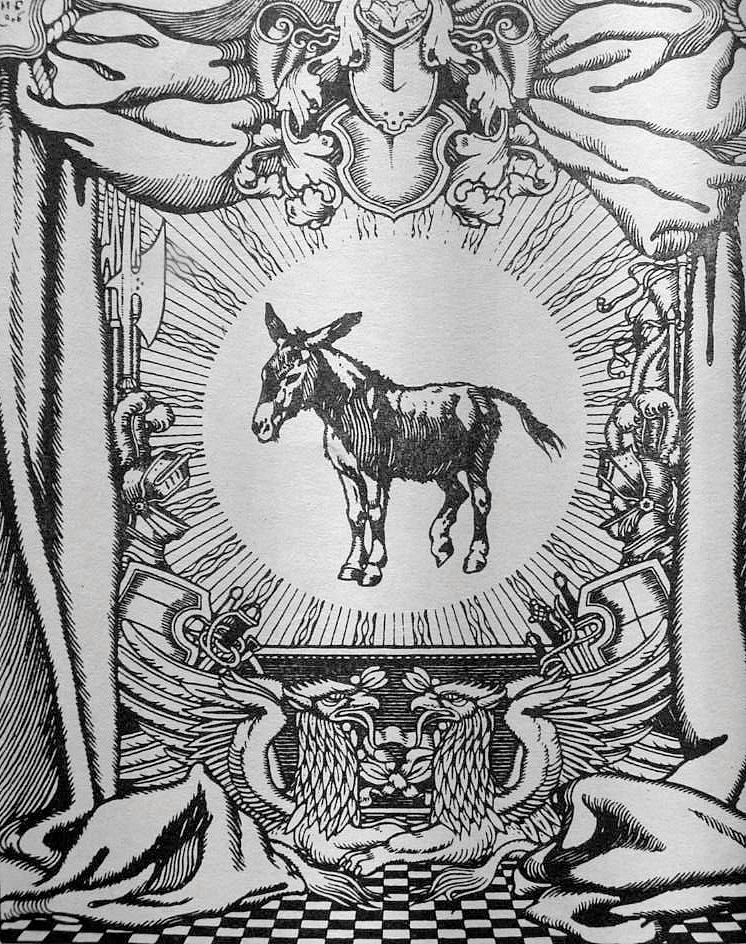
Карикатура «Осёл. В 1/20 натуральной величины», Иван Билибин, № 3, 1906 г.
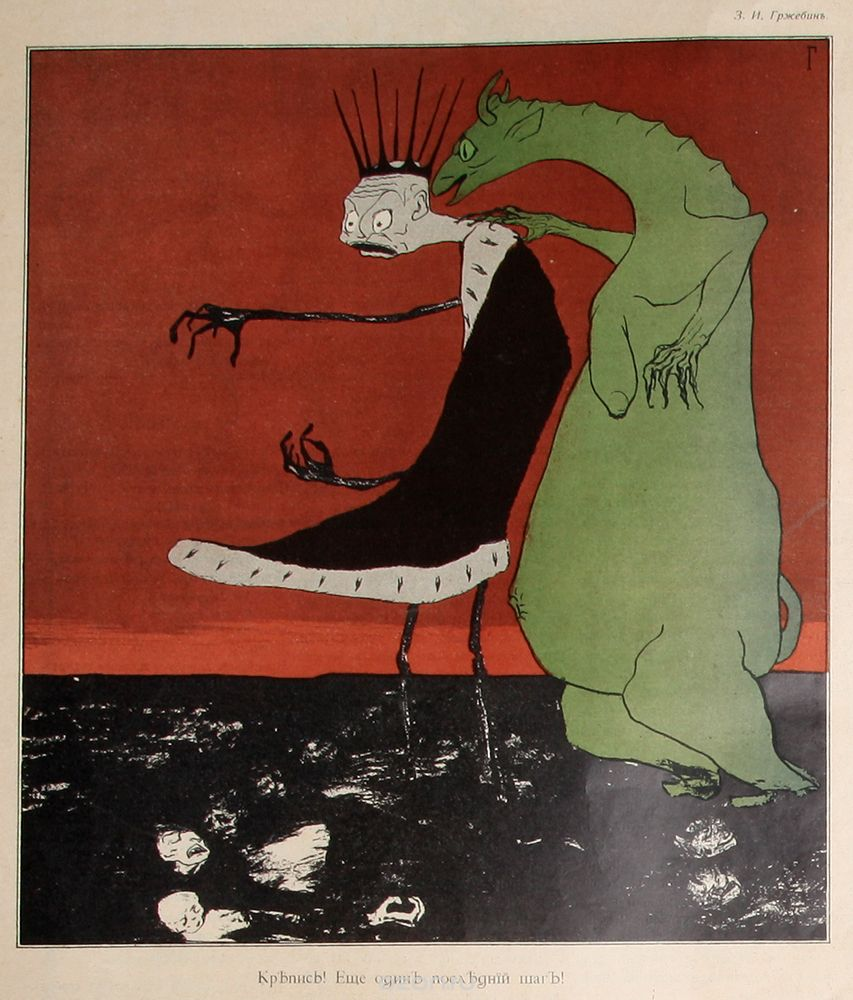
«Крепись! Ещё один последний шаг!», № 3, Зиновий Гржебин, 1906 г.
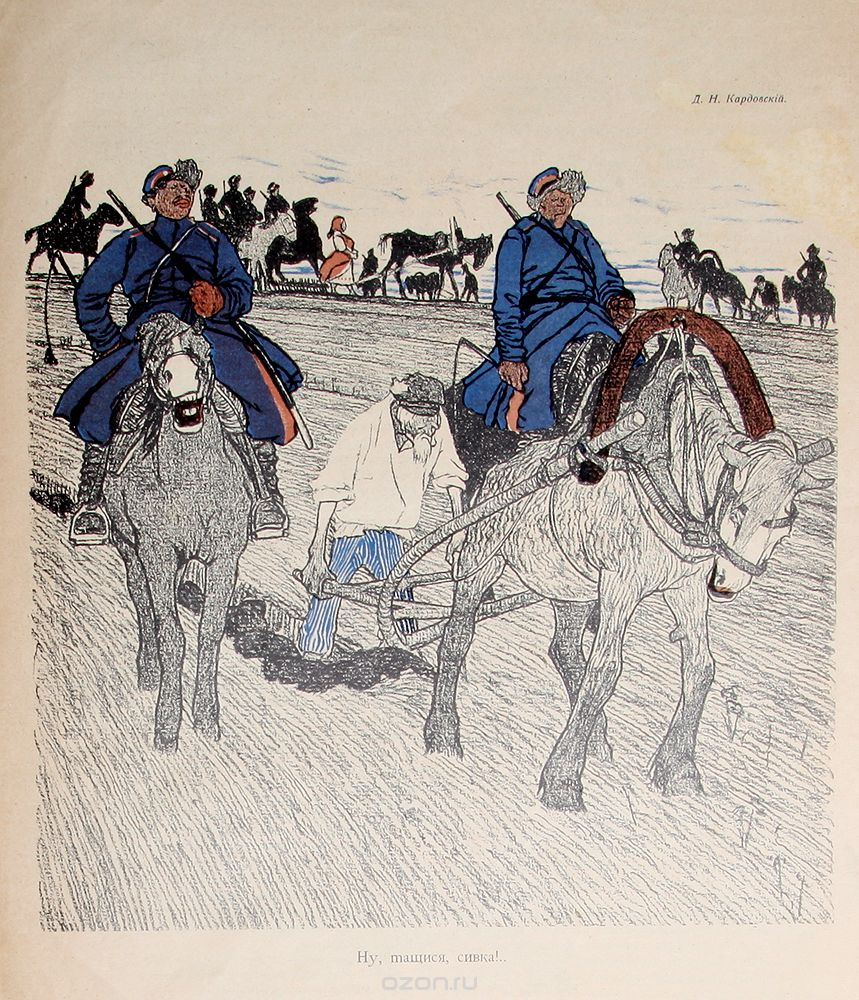
«Ну, тащися, сивка!», № 3, Дмитрий Кардовский, 1906 г.